# (9005) Sidorova
(9005) Sidorova (1982 UU5) – planetoida z pasa głównego asteroid okrążająca Słońce w ciągu 4,18 lat w średniej odległości 2,59 au. Odkryta 20 października 1982 roku.